# Wysoki Weld

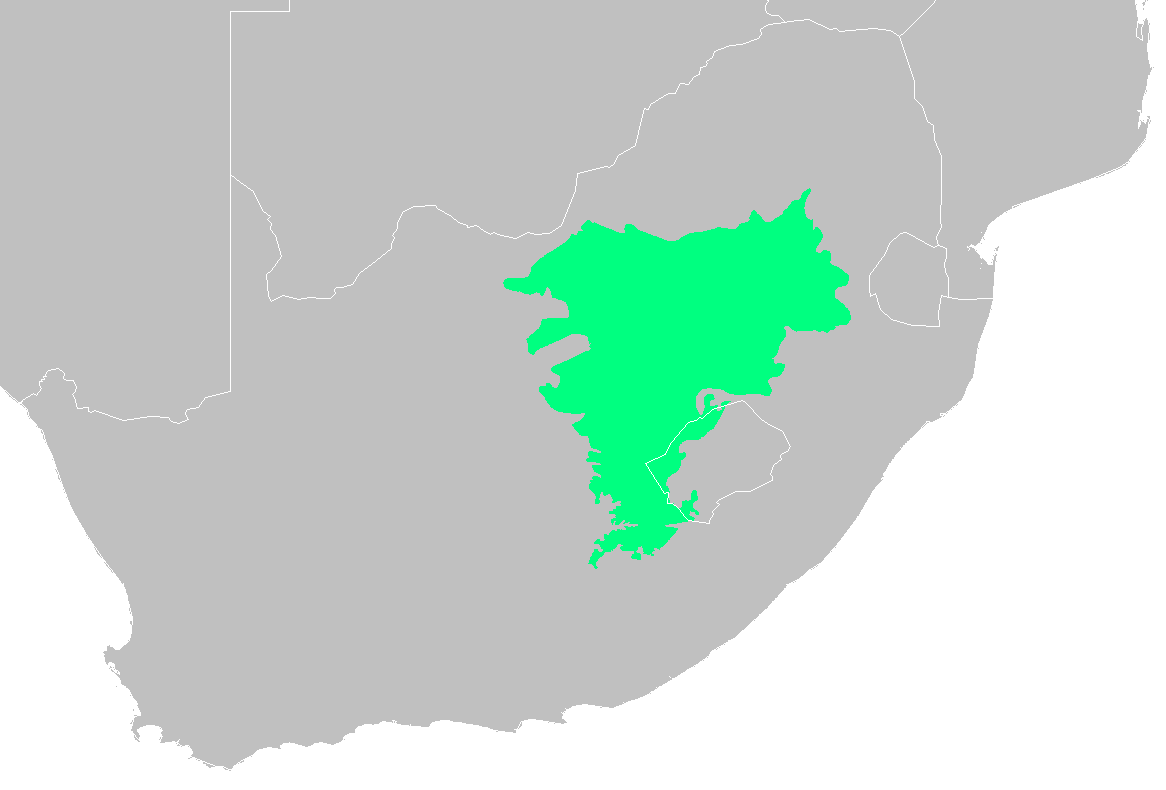
Wysoki Weld

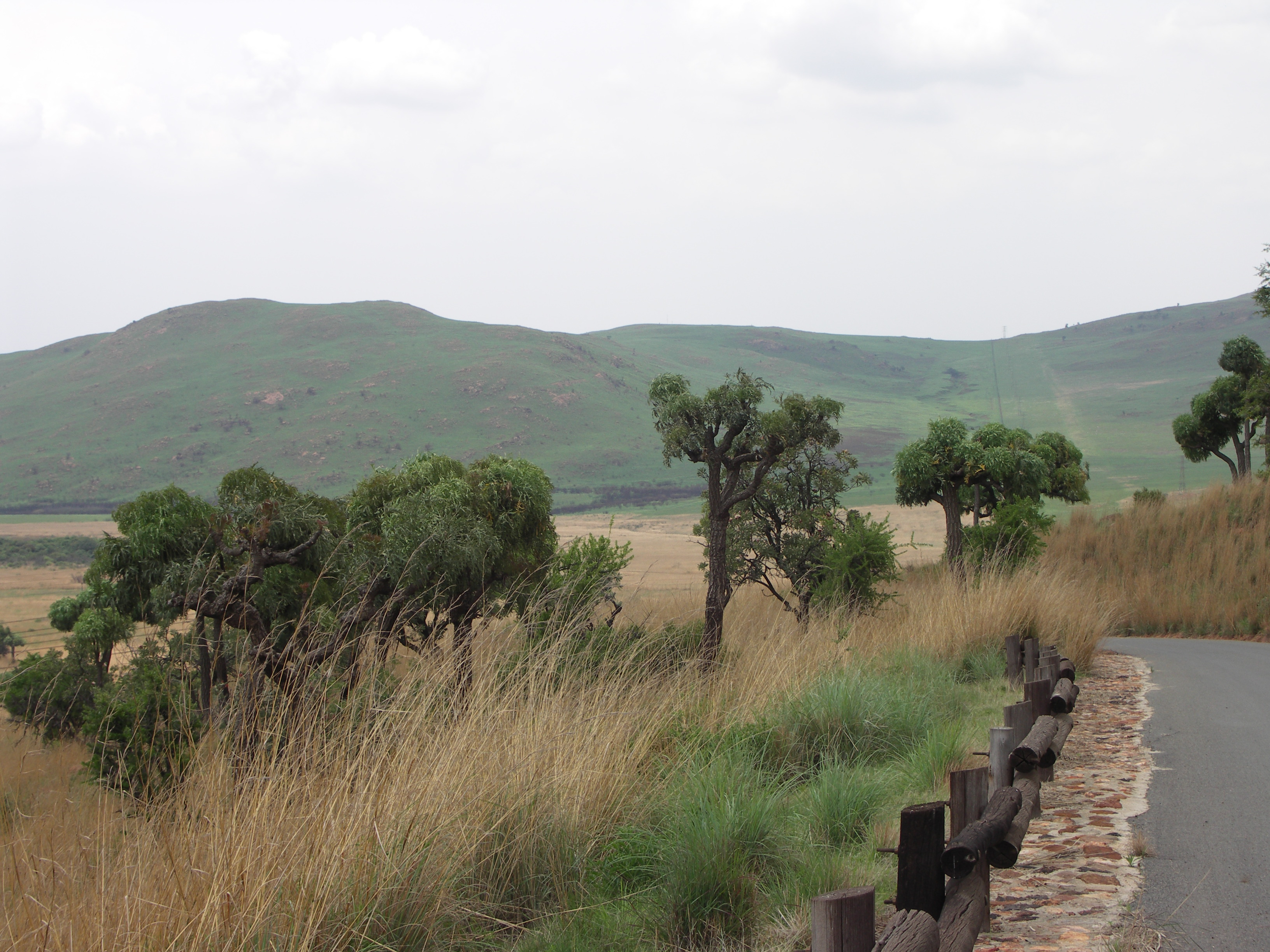
Typowa roślinność Wysokiego Weldu

Wysoki Weld (ang. Highveld, afr. Hoëveld) – płaskowyż w Afryce Południowej, obejmujący część obszarów południowoafrykańskich prowincji Mpumalanga, Przylądkowej Północnej, Przylądkowej Zachodniej, Limpopo, Wolne Państwo i całość obszaru gęsto zaludnionej prowincji Gauteng oraz tereny zachodniego Lesotho.
Płaskowyż ograniczony jest Niskim Weldem od północy, Górami Smoczymi od wschodu i południowego wschodu, pustynią Kalahari od zachodu i obszarami Karru od południowego zachodu. Zajmuje powierzchnię 400 000 km².

## Warunki naturalne
Typową roślinnością Wysokiego Weldu są trawiaste sawanny strefy podzwrotnikowej i umiarkowanej. Obszary te zamieszkuje kilka zagrożonych gatunków zwierząt, m.in. pytony skalne, zebry górskie i żurawie rajskie, a także endemiczny dla tego regionu skowrończyk łuszczakowaty. Żyją tu również krokodyle nilowe i warany nilowe.
Pora deszczowa w obszarze Wysokiego Weldu przypada na lato – w listopadzie, grudniu i styczniu typowe są popołudniowe burze. Zimą zdarzają się przymrozki.
Współcześnie większość obszaru Wysokiego Weldu została zmieniona w pastwiska i grunty orne. Pierwotny biotop utrzymuje się w rezerwatach przyrody.

## Gospodarka
W obszarze Wysokiego Weldu zlokalizowane są duże ośrodki miejskie, takie jak Johannesburg, Pretoria, Bloemfontein, Vereeniging, Welkom, Carletonville, na pograniczu Wysokiego Weldu i Kalahari leży miasto Kimberley, będące ośrodkiem wydobycia diamentów.
Z obszaru Wysokiego Weldu pochodzi w przybliżeniu połowa złota wyprodukowanego na świecie po roku 1880. Największe złoża leżą w paśmie górskim Witwatersrand, mniejsze w północnej części Wolnego Państwa w okolicy Welkom i Virginii. Wysoki Weld jest także bogaty w złoża wanadu, diamentów, węgla i manganu.
Rolnictwo zdominowane jest głównie przez produkcję zbóż i wypas bydła. Na nawadnianych polach w pobliżu miast uprawia się kukurydzę, pszenicę, sorgo, owoce cytrusowe, orzeszki ziemne i słoneczniki.